# Oberndorf (Herdwangen-Schönach)
Oberndorf ist ein Ortsteil der Gemeinde Herdwangen-Schönach im Landkreis Sigmaringen, Baden-Württemberg.

## Geographie

### Geographische Lage
Oberndorf liegt auf einem Höhenzug des oberen Linzgau über dem Billafinger Tal. Der südwestlich von Herdwangen gelegene Teilort der Gemeinde Herdwangen-Schönach grenzt an Billafingen (Gemeinde Owingen) im Bodenseekreis, Mahlspüren im Tal (Stadt Stockach) und Kalkofen (Gemeinde Hohenfels) im Landkreis Konstanz.

### Ortsteile
Waldsteig, Heggelbach und Breitenerlen gehörten spätestens 1441, wahrscheinlich aber bereits viel früher, zusammen mit Oberndorf zur Herrschaft Hohenfels und teilten die geschichtlichen Schicksale von Oberndorf. Bis zur Gemeindereform 1974 bildeten sie zusammen mit dem heute zu Owingen gehörenden Weiler Höllsteig die hohenzollerische Gemeinde Oberndorf. Dazu gehören ferner die Höfe Hinterhaus, Oberhaus und der Stohrenhof.
Waldsteig ist 1254 erstmals belegt durch die urkundliche Erwähnung eines Burkhard von Waltsteige, einem Angehörigen eines Rittergeschlechts, das wohl hier ansässig war und zuletzt 1294 urkundlich aufgetreten ist. Besitz in Waldsteig hatten u. a. die Klöster Petershausen und Inzigkofen.
Heggelbach ist in der Chronik des Klosters Petershausen bereits für das Jahr 975 als „Hakelinbach“ genannt. Der Ort hatte ein eigenes Niederadelsgeschlecht, das 1169 erstmals erwähnt wird („Haggilinbach“) und bis ins 13., vielleicht sogar noch im 17. Jahrhundert bestanden hat. Aus seiner Burgkapelle ist vermutlich die heutige Kapelle St. Georg hervorgegangen.
Breitenerlen ist im Jahr 1212 erstmals erwähnt. 1304 ist der Ort als „Braiten Erlach“ genannt und gehörte bereits zur Herrschaft Hohenfels. Ein Hof war bis zur Säkularisation im Besitz des Franziskanerinnenklosters St. Gallus in Überlingen, ein anderer Hof hieß ehemals „Schweizerhof“.
Im Gegensatz zu Oberndorf und Waldsteig gehören Heggelbach und Breitenerlen noch heute zur Pfarrei Owingen-Billafingen.

## Geschichte
Dicht bei Oberndorf verlief die Grenze zwischen Linzgau (Grafschaft Heiligenberg) und Hegau (Landgrafschaft Nellenburg).
Von Oberndorf berichtet die Petershauser Chronik, dass der Konstanzer Bischof Gebhard II. von Bregenz kurz nach der Gründung des Klosters Petershausen 983 der Konstanzer Kirche sein Eigentum an verschiedenen Orten, unter anderem auch Oberndorf und Heggelbach, schenkte. Im Jahr 1366 tauschte der Vogt der Kirche von Einhart Rechte an Leibeigenen, unter anderem aus Oberndorf, mit dem Kloster Petershausen. Spätestens im 15. Jahrhundert gelangte Oberndorf an die Herrschaft Hohenfels und mit dieser zusammen 1506 an den Deutschen Orden.
Kirchlich gehörten zwei Höfe von Oberndorf im 16. und 17. Jahrhundert zu Aftholderberg, das wiederum eine Filiale von Pfullendorf war. Der Ort wurde aber aus praktischen Gründen von der Pfarrei Herdwangen betreut. 1624 zählte Oberndorf vier Feuerstätten, also höchstens vier Höfe. Im Dreißigjährigen Krieg ist Oberndorf wohl zeitweise verlassen, denn ein Verzeichnis der Herrschaft Hohenfels von 1637 bezeichnet es als „nit bewohnt“.
Bei der Mediatisierung war die Herrschaft Hohenfels zunächst zwischen Baden und Württemberg heftig umstritten. Oberndorf wurde 1803 zunächst badisch, 1805 ergriff Württemberg Besitz von der Herrschaft, woraufhin Baden sie wieder besetzte. Schließlich gelangte Oberndorf durch die Rheinbundakte 1806 zum Fürstentum Hohenzollern-Sigmaringen. Mit den beiden hohenzollerischen Fürstentümern wurde Oberndorf dann 1850 preußisch. Ab 1806 gehörte Oberndorf also zum hohenzollerischen Obervogteiamt Hohenfels, das 1822 im Oberamt Wald aufging. Das Oberamt Wald existierte auch noch von 1850 bis 1862 unter preußischer Herrschaft, bis zur Kreisreform in Baden-Württemberg, die am 1. Januar 1973 in Kraft trat, gehörte die Gemeinde zum Oberamt bzw. Landkreis Sigmaringen. Am 1. Juli 1974 wurden Herdwangen, Großschönach und Oberndorf zur neuen Gemeinde Herdwangen-Schönach zusammengeschlossen.
Trotz der trennenden Herrschafts- und Landesgrenzen waren die Oberndorfer jahrhundertelang kirchlich mit Herdwangen verbunden. So mussten sie auch beim dortigen Kirchenbau Frondienste leisten. Erst 1812 kamen Oberndorf und Waldsteig auch offiziell zur Pfarrei Herdwangen.

## Politik

### Wappen
Das Wappen der ehemaligen Gemeinde Oberndorf zeigt ein von Grün und Silber geteiltem Schild unten zwei blaue Balken.

## Kultur und Sehenswürdigkeiten

### Bauwerke
- Die Kapelle Mariä Heimsuchung in der Ortsmitte von Oberndorf wurde 1871 an der Stelle einer älteren Kapelle errichtet. Umfangreiche Renovierungen fanden 1930 und 1992 statt.
- Die Kapelle St. Georg in Heggelbach wurde 1717 wahrscheinlich an Stelle einer Burgkapelle (abgegangene Burg Heggelbach) der Ritter von Heggelbach errichtet und zuletzt 1994 umfassend instand gesetzt.
- Im Ortsteil Heggelbach steht seit 2016 Deutschlands größte Agrophotovoltaik-Forschungsanlage, welche von der Demeter-Hofgemeinschaft Heggelbach betrieben wird.[4] (siehe: Agrophotovoltaikanlage Heggelbach).